# El libro de Lila
El libro de Lila es una película de animación producida entre Colombia y Uruguay, dirigida por Marcela Rincón y protagonizada por María Sofía Montoya, Estefanía Duque, Antoine Philippart, Leonor González Mina y Jorge Herrera en las voces principales. Participó en importantes eventos como el Festival Internacional de Cine de Busan, Corea (donde tuvo su estreno mundial), el Festival Internacional de Cine de Varsovia, Polonia y el Festival Internacional de Cine de Miami.

## Sinopsis
Lila es el personaje de un libro que logra escapar de su mundo de papel, quedando atrapada en el mundo real. Ramón, un niño que leía sus historias cuando era más pequeño, es el único que puede devolverla a su mundo. Sin embargo, Ramón ha crecido y empieza a interesarse en otras cosas, olvidando por completo las fantasías de su niñez, por lo que Lila tendrá que revivir en él la magia y la inocencia de la niñez.

## Reparto
- María Sofía Montoya es Lila
- Antoine Philippard es Ramón
- Estefanía Duque es Manuela
- Leonor González Mina es la guardiana de la selva
- Jorge Herrera es el señor del olvido